# Joanna Bałdyga
Joanna Bałdyga (ur. 13 grudnia 1986) – polska lekkoatletka specjalizująca się w rzucie oszczepem.

## Kariera
W roku 2004 zwyciężyła w juniorskich mistrzostwach Polski. Dwukrotnie zdobywała złoto młodzieżowych mistrzostw Polski (2006 i 2007) oraz raz srebro (2008). Brązowa medalistka mistrzostw Polski seniorów z roku 2004 i 2008. Reprezentowała klub AZS-AWF Warszawa. Rekord życiowy: 55,44 (5 lipca 2008, Szczecin).